# Grödkod
Grödkod innebär det nummer eller kod som en viss gröda har i registret hos jordbruksverket.